# Distretto di Nsimbo
Il distretto di  Nsimbo è un distretto della Tanzania situato nella regione di Katavi. Conta una popolazione di 201 102 abitanti (censimento 2022). Il distretto è stato costituito nel 2013.

## Suddivisione amministrativa
Il distretto è diviso nelle seguenti circoscrizioni (wards), tra parentesi gli abitanti (censimento 2022):
1. Ibindi (13 849)
2. Itenka (30 190)
3. Kanoge (17 399)
4. Kapalala (7 207)
5. Katumba (30 291)
6. Litapunga (16 875)
7. Machimboni (5 724)
8. Mtapenda (9 277)
9. Nsimbo (8 876)
10. Sitalike (22 860)
11. Ugalla (24 645)
12. Uruwira (13 909)